# ダンカン・ホワイト
ダンカン・ホワイト（Duncan White、1918年3月1日 - 1998年7月3日）は、スリランカ（旧イギリス領セイロン）の陸上競技選手。1948年ロンドンオリンピックの銀メダリストである。

## 経歴
ホワイトは、1918年、イギリス植民地セイロンのコロンボ南方の町のラスパンドゥラに、4人兄弟の2番目の子として誕生した。セイロン島中部の都市キャンディにあるトリニティ・カレッジ・キャンディに進学。優秀な陸上選手であったが、些細な理由から退学している。
イギリス植民地のセイロンは、1948年2月に独立を果たすと、同年に行われたロンドンオリンピックに初出場する。ホワイトはロンドンでは400mハードルに出場し、3か月しか練習を積んでいなかったにもかかわらず、51秒8で、アメリカのロイ・コクランに次いで銀メダルを獲得。セイロン（スリランカ）に、オリンピックで初めてのメダルをもたらした。
ホワイトは、1950年の大英帝国競技大会（コモンウェルスゲームズ）の440ヤードハードルでも、世界記録に0秒3まで迫る52秒5で勝利している。
ホワイトは、1949年に大英帝国勲章を受章（MBE）。ホワイトは、後にイギリスに移住。1998年に亡くなるまでの大部分をイングランド中部のウォリックシャーで過ごした。また、1988年には母国スリランカで発行された切手にホワイトがデザインされている。

## 主な実績
| 年   | 大会             | 場所                           | 種目              | 結果     | 記録     |
| ---- | ---------------- | ------------------------------ | ----------------- | -------- | -------- |
| 1938 | 大英帝国競技大会 | シドニー(オーストラリア)       | 220ヤード         | -（sf）  | DNF      |
| 1938 | 大英帝国競技大会 | シドニー(オーストラリア)       | 440ヤード         | -（sf）  | DNS      |
| 1948 | オリンピック     | ロンドン(イギリス)             | 200m              | 4位（q） | -        |
| 1948 | オリンピック     | ロンドン(イギリス)             | 400mハードル      | 2位      | 51秒8    |
| 1950 | 大英帝国競技大会 | オークランド(ニュージーランド) | 120ヤードハードル | -（sf）  | DNS      |
| 1950 | 大英帝国競技大会 | オークランド(ニュージーランド) | 440ヤードハードル | 1位      | 52秒5    |
| 1950 | 大英帝国競技大会 | オークランド(ニュージーランド) | 4×110ヤードリレー | 4位      | -        |
| 1950 | 大英帝国競技大会 | オークランド(ニュージーランド) | 4×440ヤードリレー | 4位      | 3分22秒8 |

- sfは準決勝、qは一次予選